# 宗廟祭礼祭

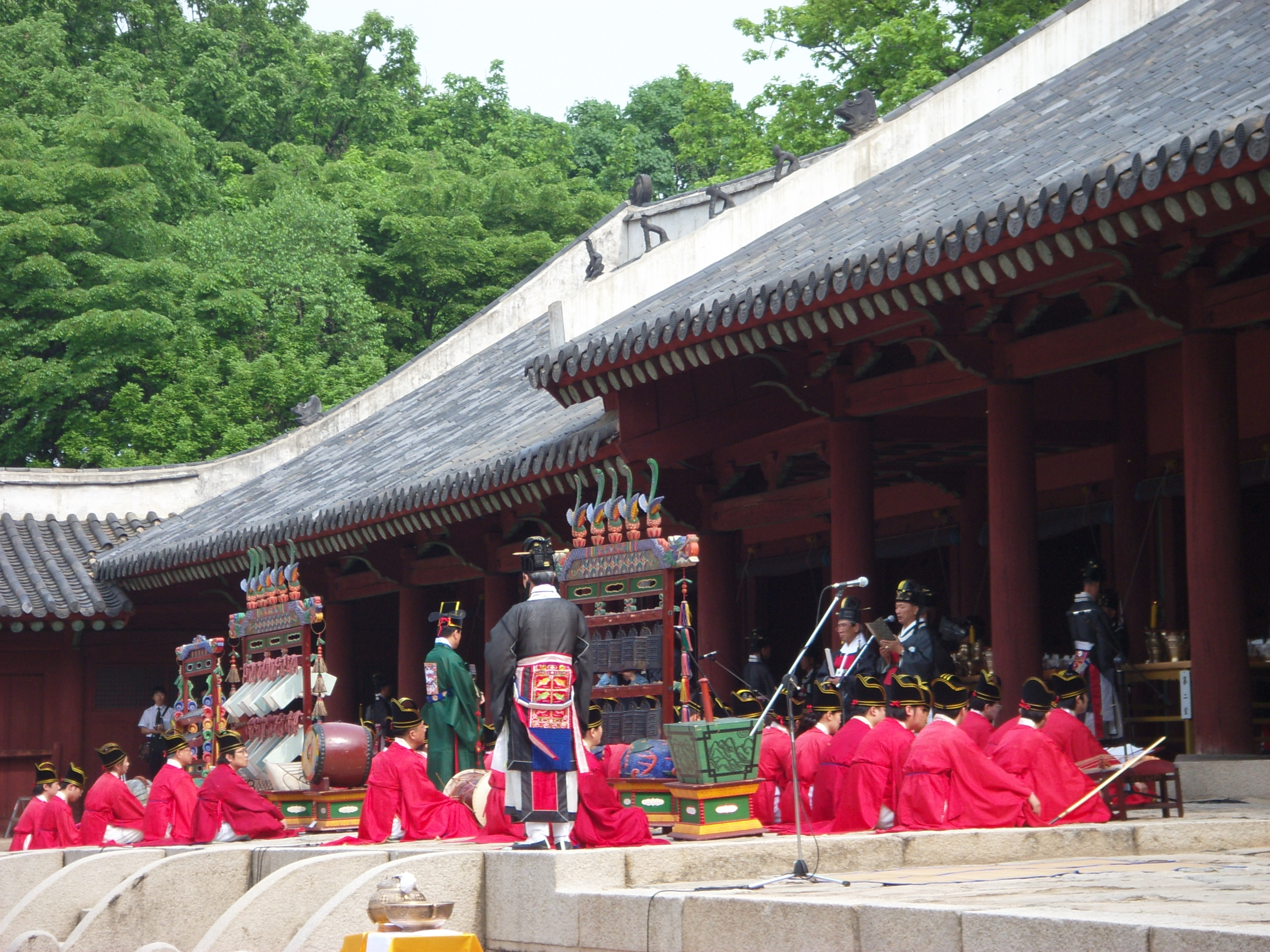
祭祀の様子

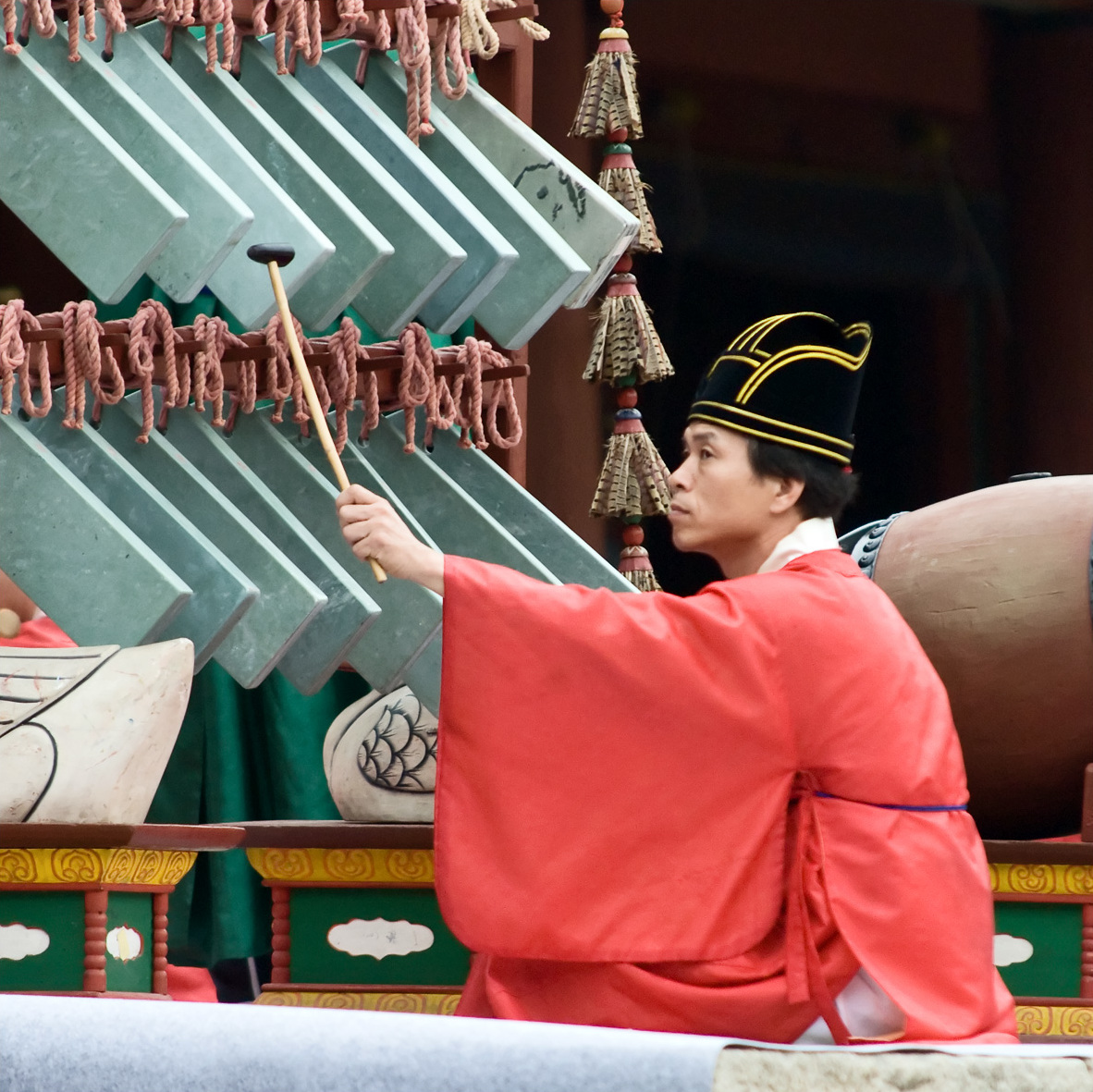
編磬（石製の打楽器）を演奏する

宗廟祭礼祭（そうびょうさいれいさい、チョンミョ・ジェレジェ、종묘 제례제）は、国王が臣下を率いて歴代王の魂が眠る宮をまつる、李氏朝鮮王室の祭礼儀式。年に一度、毎年5月第1日曜日、歴代王と皇后の霊が眠る宗廟で行われる。宗廟大祭（チョンミョデジェ、そうびょうたいさい）とも。
元来、四孟朔と言って春夏秋冬のそれぞれの季節の初めの月と、その年の12月に年五回行われていたものだが、現在は年に一度だけ行われるようになり、そのスケールは韓国最大の伝統行事と言っても過言ではない。
王が直接宗廟に出向いて先祖に感謝し、国の安泰を祈り、祭祀（チェサ、제사）という儒教的な儀式を行った。祭祀は日本統治時代には行われなくなったが、独立後復活した。
王の末裔にあたる全州李氏の一族の人々が集まり、伝統的衣装をまとって祭礼楽、楽章など、当時さながらの大祭を行っており、その模様は一般公開される。この儀式は、無形文化遺産保護条約の発効以前の2001年に「傑作の宣言」（第1回）がなされ「人類の無形文化遺産の代表的な一覧表」に掲載され、無形文化遺産に登録されることが事実上確定していたが、2009年9月の初の登録で正式に登録された。

## 画像

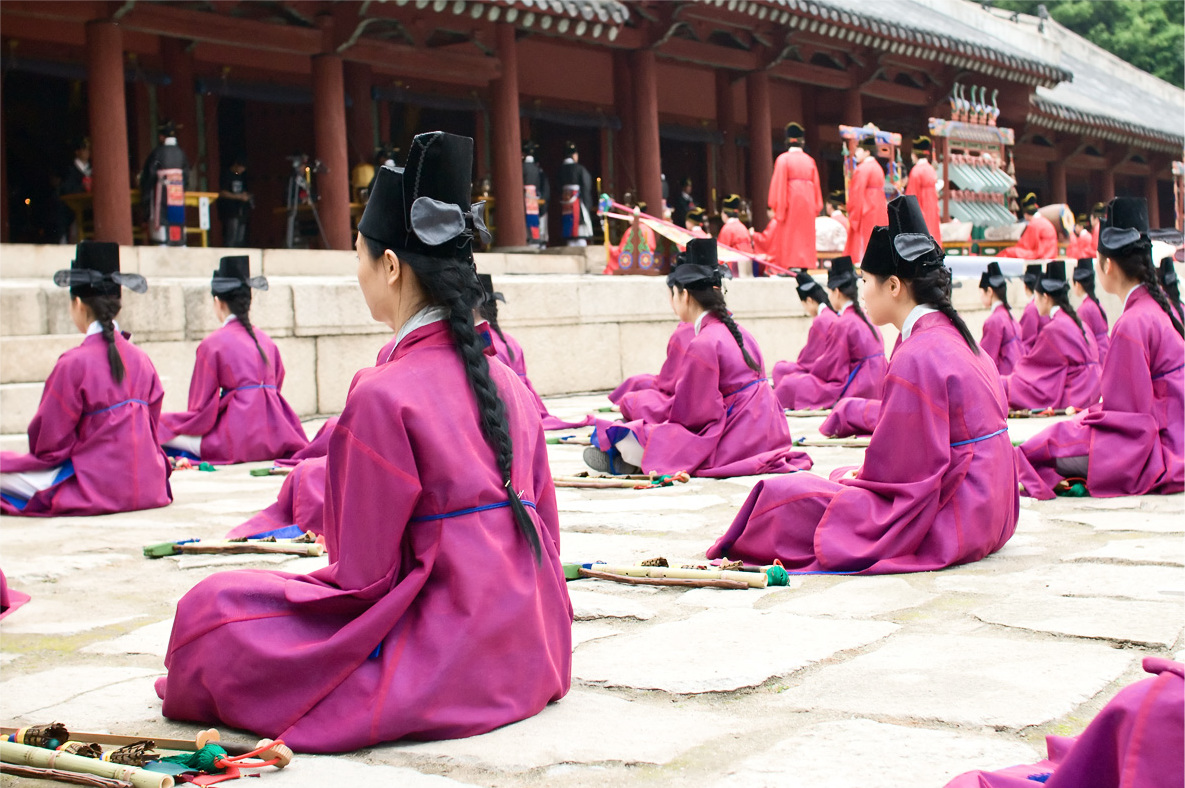
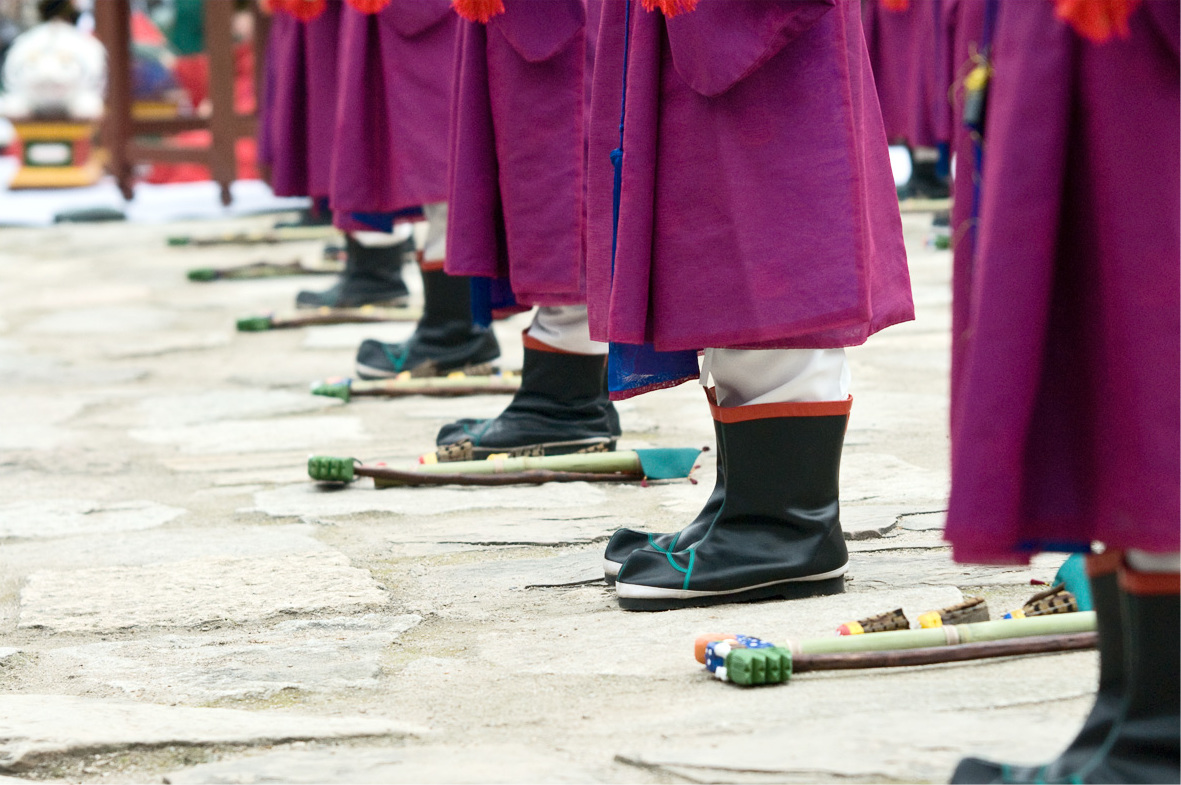
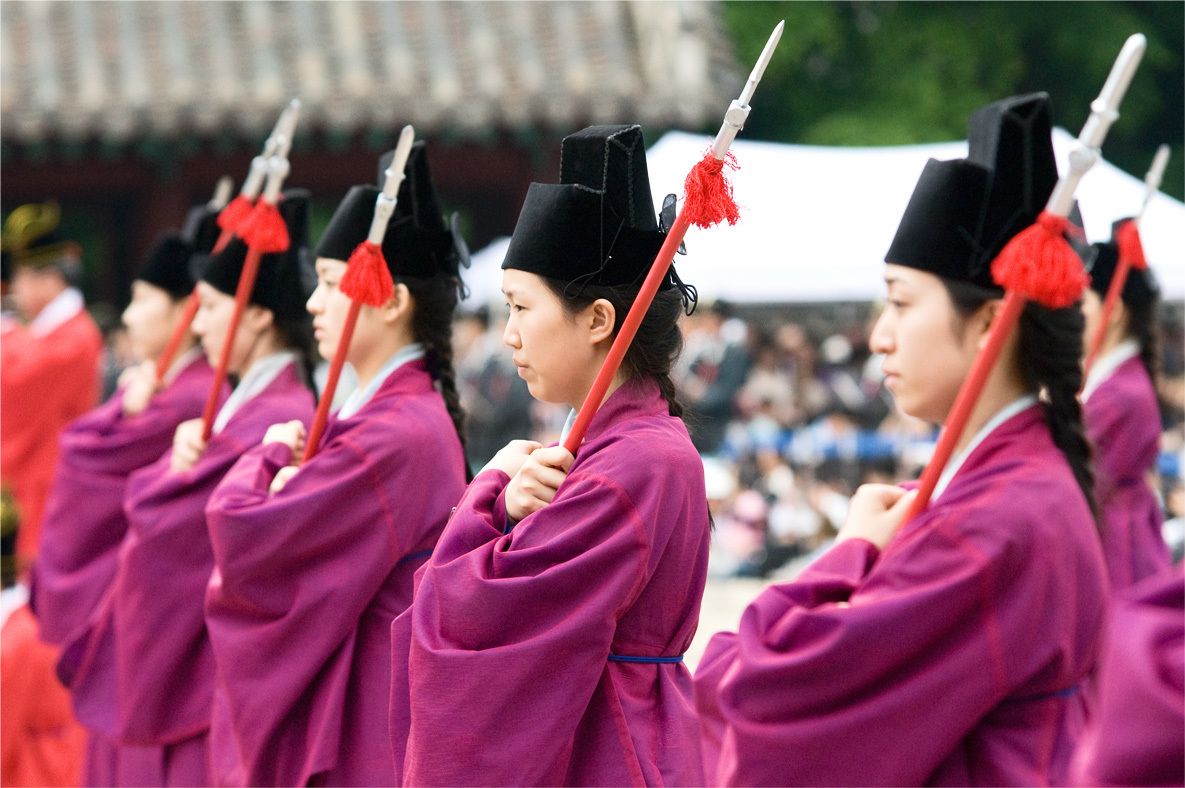
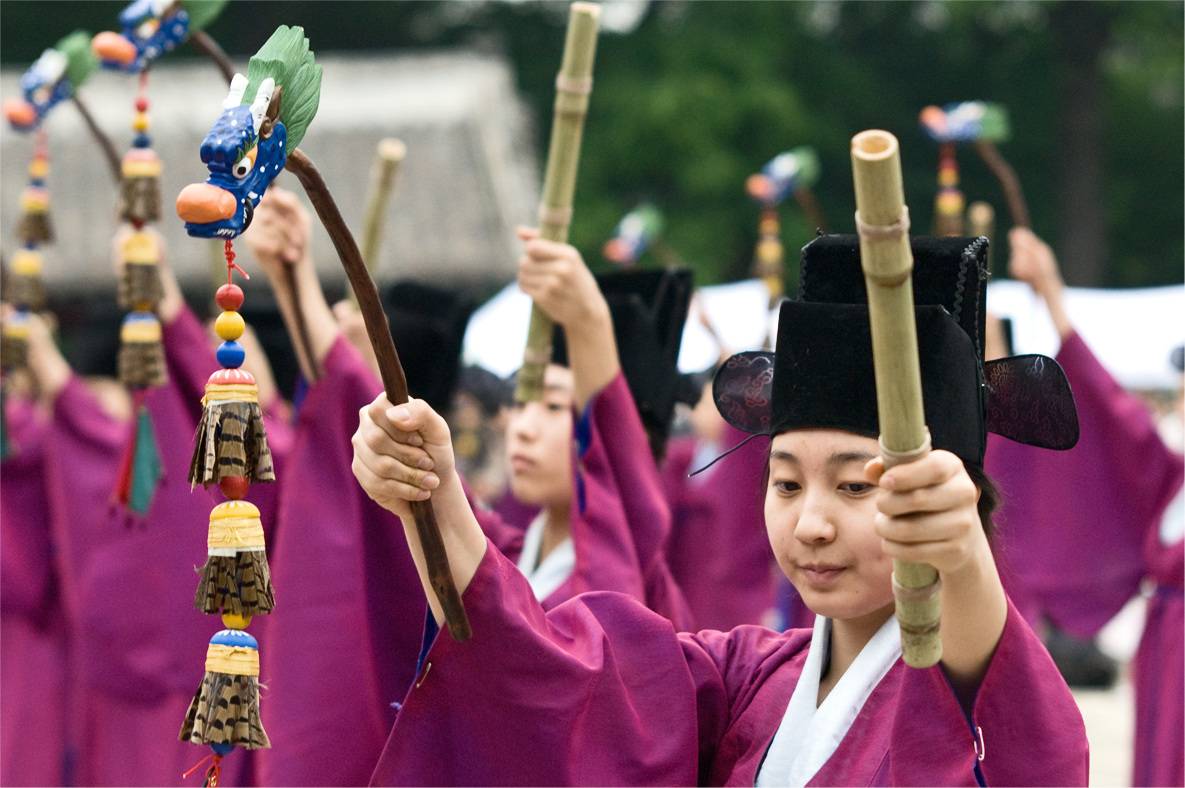

## 祭礼の順序
1. 就位：祭官が指定の位置につく
2. 請行礼：位碑を出し祭祀を始める
3. 農裸禮：神を迎える
4. 進饌：祭床に供え物を置く
5. 薦俎：神の席を清める
6. 初獻禮：最初の杯を上げる
7. 亜獻禮：2番目の杯を上げる
8. 終獻禮：3番目の杯を上げる
9. 飲福：神の恵みを頂く
10. 徹邊豆：供え物を取り下げる
11. 送神：神を見送る
12. 望燎礼：祝文と碑を焼く